# بسمة اسحاقات
بسمة موسى اسحق اسحاقات ( 1961 - ) سياسية ووزيرة أردنية، شغلت منصب وزير التنمية الإجتماعية في حكومة عمر الرزاز من 11 أكتوبر 2018 - 12 أكتوبر 2020. 

## المؤهلات العلمية
- ماجستير في إدارة المستشفيات والمؤسسات الصحية من الجامعة الاردنية 1992.[1]
- بكالوريوس في الاقتصاد من  جامعة اليرموك 1984

## المناصب
- وزير التنمية الاجتماعية في حكومة عمر الرزاز [1]
- مدير عام صندوق المعونة الوطنية 2011 - 2018
- نائب رئيس مجلس إدارة صندوق المعونة الوطنية 2001- 2011
- المدير المقيم لمشروع السياسات الصحية USAID
- مستشار مقيم لمشروع السياسات الصحية USAID
- مدير مالي واداري لمشروع السياسات الصحية USAID
- منسق للصحة الانجابية لمشروع السياسات الصحية USAID
- رئيس قسم مشاريع قطاع الصحة في وزارة التخطيط 1995 - 2001
- رئيس قسم شؤون الموظفين في وزارة التخطيط 1994 - 1995
- ضابط ارتباط مع صندوق الامم المتحدة للسكان في وزارة التخطيط 1991 - 1994
- ضابط مشتريات في مديرية التعاون الدولي في وزارة التخطيط 1987 - 1994
- باحث اقتصادي في مديرية التخطيط الإقليمي في وزارة التخطيط 1984 - 1987

1. 1 2 3  "رئاسة الوزراء - معالي السيدة بسمة موسى اسحاقات". www.pm.gov.jo. مؤرشف من الأصل في 2020-08-13. اطلع عليه بتاريخ 2020-12-20.